# Cleary
Cleary es un lugar designado por el censo ubicado en el condado de Rankin en el estado estadounidense de Misisipi. En el año 2010 tenía una población de 1,544 habitantes.

## Geografía
Cleary se encuentra ubicado en las coordenadas 32°9′50.49″N 90°10′52.71″O / 32.1640250, -90.1813083.